# Anatkina hollowayi
Anatkina hollowayi är en insektsart som beskrevs av Young 1986. Anatkina hollowayi ingår i släktet Anatkina och familjen dvärgstritar. Inga underarter finns listade i Catalogue of Life.